# Carlos Alberto Fenoy Muguerza
Carlos Alberto Fenoy Muguerza (nascut el 15 d'octubre de 1948 a Buenos Aires, Argentina), conegut com a Carlos Fenoy, és un exfutbolista argentí. Jugava de porter i el seu primer club va ser el Newell's Old Boys. L'any 1979 li va ser concedida la nacionalitat espanyola per residència.

## Trajectòria
A l'Argentina va desenvolupar la seva carrera als clubs Newell's Old Boys, Vélez Sarsfield, i CA Huracán.
Va arribar a Europa la temporada 1975-76 al Celta de Vigo. A Vigo hi va romandre cinc temporades, de les quals tres les va jugar a Segona Divisió, aconseguint dos ascensos els anys 1976 i 1978. Durant aquestes cinc temporades va disputar 127 partits, marcant fins a 5 gols de penal a Primera Divisió, fet inusual en el món del futbol i que el convertiria en el porter més golejador de la història de la primera divisió espanyola, rècord que actualment comparteix amb el també porter argentí Nacho González, amb 6 dianes en total, totes des del punt de penal.
El 1980 va ser traspassat al Reial Valladolid, on hi va jugar durant vuit temporades, i en el qual va disputar un total de 270 partits en totes les competicions, marcant el seu 6è gol en lliga a l'Estadi de Sarrià contra l'Espanyol, el 30 de setembre del 1984, empatant el partit a dos gols en el minut 79 des del punt de penal.